# Styloniscus kermadecensis
Styloniscus kermadecensis là một loài chân đều trong họ Styloniscidae. Loài này được Chilton miêu tả khoa học năm 1911.